# Marvin Minsky

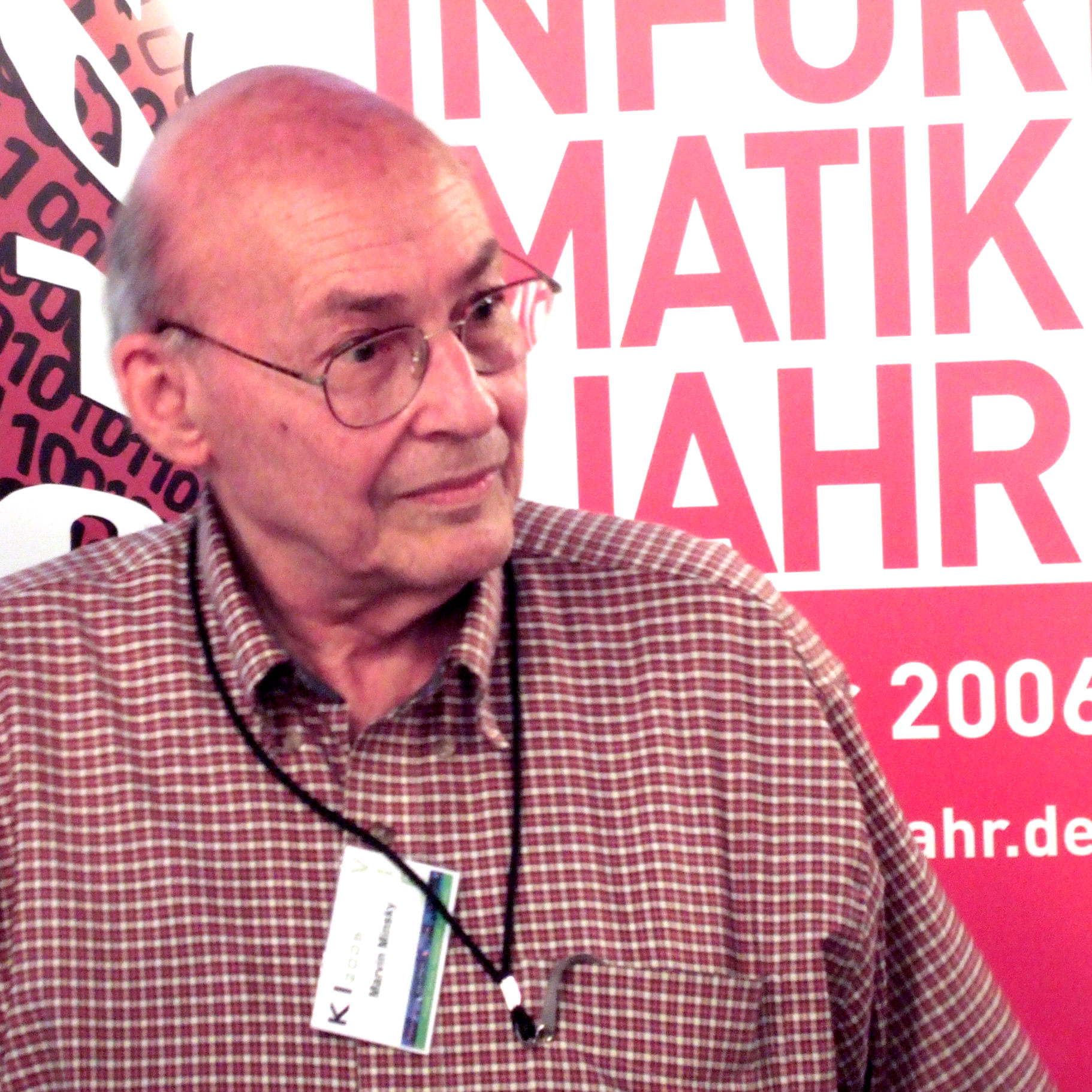
Marvin Minsky in 2006

Marvin Lee Minsky, bijgenaamd Old Man Minsky (New York, 9 augustus 1927 – Boston, 24 januari 2016) was een Amerikaanse wetenschapper op het gebied van de kunstmatige intelligentie, medeoprichter van het AI Laboratory van het MIT en auteur van verschillende werken op het gebied van de kunstmatige intelligentie en de filosofie.

## Biografie
Minsky werd geboren en getogen in New York, waar hij naar school ging aan de Fieldston School en de Bronx High School of Science. Daarna ging hij naar de Phillips Academy in Andover te Massachusetts. In de periode 1944–45 deed hij dienst in de Amerikaanse marine. In 1950 studeerde hij af aan Harvard met een bachelor in de wiskunde; in 1954 promoveerde hij op hetzelfde onderwerp te Princeton.
Sinds 1958 was hij werkzaam bij het MIT, en was hij ook Toshiba Professor of Media, Arts and Sciences. Bij het MIT was hij hoogleraar en bezette hij leerstoelen in de informatica en de elektrotechniek. Samen met studiegenoot John McCarthy, de bedenker van de term "kunstmatige intelligentie", vormde hij aan het MIT de kern van een onderzoeksgroep die pionierde met computermodellen om menselijk denkvermogen te emuleren. Hij ontwikkelde de theorie dat intelligentie kon voortkomen uit de interactie van niet-intelligente onderdelen, zoals computers die binnen een groot netwerk onderling met elkaar communiceren.
Minsky wordt als uitvinder genoemd in verschillende octrooien, onder meer op het eerste grafische display dat op het hoofd gedragen wordt (uit 1963), op de confocale laserfluorescentiemicroscopie (een voorloper van de tegenwoordig bekende confocale laserscanmicroscoop) en samen met Seymour Papert op de eerste "schildpad", de Programmeertaal Logo. In 1951 bouwde Minsky ook SNARC, het eerste neurale netwerk dat zelflerend was door willekeurige bekabeling.
Minsky is tijdens zijn loopbaan vaak geëerd. Hij was lid van de U.S. National Academy of Engineering en van de National Academy of Sciences. In 1969 won hij de A.M. Turing Award, in 1990 de Japan Prize en in 2001 ontving hij de Benjamin Franklin Medaille.
Samen met Papert schreef hij het boek Perceptrons, dat een standaardwerk werd in de analyse van kunstmatige, neurale netwerken. De kritiek van dit werk op het weinig fundamentele onderzoek op het vakgebied wordt verantwoordelijk gehouden voor het tijdelijk bijna geheel verdwijnen van neurale netwerken uit het wetenschappelijk onderzoek in de jaren zeventig.
Minsky was adviseur-expert voor de film 2001: A Space Odyssey en wordt in de film en in het boek genoemd:
Waarschijnlijk zou niemand dit ooit weten; en het deed er ook niet toe. In de jaren 1980 hadden Minsky en Good aangetoond dat neurale netwerken automatisch voortgebracht kunnen worden door zelfreplicatie – ten gevolge van een willekeurig leerprogramma. Kunstmatige breinen konden gekweekt worden volgens een proces wonderbaarlijk gelijkend op de ontwikkeling van het menselijk brein. In elk afzonderlijk geval zouden de details hiervan onbekend blijven en zelfs als ze bekend werden, te complex zijn voor het menselijk brein om te bevatten.
Tijdens de opnames kwam Minsky bijna om het leven door een ongeluk op de set.
Minsky speelt mee in een koan over kunstmatige intelligentie (die wordt toegeschreven aan Minsky's student Danny Hillis) van de Jargon File:
Toen Sussman nog een beginner was, kwam Minsky naar hem toe toen hij op de PDP-6 zat te hacken.
"Wat doe je?" vroeg Minsky.
"Ik ben een willekeurig bekabeld neuraal net aan het trainen om boter-kaas-en-eieren te spelen," antwoordde Sussman.
"Waarom gebruik je een willekeurig bekabeld net?" vroeg Minsky.
"Ik wil niet dat het enige voorkennis heeft over hoe het spel gespeeld moet worden," zei Sussman.
Minsky sloot zijn ogen.
"Waarom sluit je je ogen?" vroeg Sussman zijn leraar.
"Opdat de kamer leeg zal zijn."
Op dat moment zag Sussman het licht.
(Citaat (bron Eng. wikipedia): "What I actually said was, 'If you wire it randomly, it will still have preconceptions of how to play. But you just won't know what those preconceptions are.'" -- Marvin Minsky)

### Overlijden
Minsky overleed op 88-jarige leeftijd door een hersenbloeding. Minsky was lid van de wetenschappelijke adviesraad van Alcor Life Extension Foundation, een organisatie die onderzoek doet naar het opnieuw tot leven wekken van mensen na invriezing. Aangenomen wordt dat hij na zijn dood door Alcor is ingevroren in een sarcograaf vol vloeibaar stikstof, waarschijnlijk als 'Patient 144'.
Na zijn dood kwam naar buiten dat Minsky werd genoemd in een zaak tegen Jeffrey Epstein. Virginia Roberts Giuffre claimde hierin dat zij gedwongen werd door Epstein en zijn vriendin Ghislaine Maxwell om seks te hebben met Minsky.

## Geselecteerde publicaties
- Neural Nets and the Brain Model Problem, Ph.D. dissertatie, Princeton University, 1954. Eerste publicatie van theorieën en theoremata aangaande het leren in neurale netten, secundaire versterking, circulaire dynamische opslag en synaptische modificaties.
- Computation: Finite and Infinite Machines, Prentice-Hall, 1967. Standaardwerk in de informatica
- Semantic Information Processing, MIT Press, 1968. Dit verzamelwerk heeft een stevige uitwerking gehad op moderne linguïstiek in berekeningsmodellen.
- Perceptrons (met Seymour A. Papert), MIT Press, 1969 (Enlarged edition, 1988).
- Artificial Intelligence (met Seymour Papert), Univ. of Oregon Press, 1972.
- Robotics, Doubleday, 1986.
- The Society of Mind, Simon and Schuster, 1987.
- The Turing Option (met Harry Harrison), Warner Books, New York, 1992.
- Communication with Alien Intelligence, 1985, https://web.archive.org/web/20230929184951/https://web.media.mit.edu/~minsky/papers/AlienIntelligence.html